# Idzików
Idzików (deutsch: Kieslingswalde) ist ein Ort in der Stadt- und Landgemeinde Bystrzyca Kłodzka (Habelschwerdt) im Powiat Kłodzki der Woiwodschaft Niederschlesien in Polen. Es liegt sechs Kilometer südöstlich von Bystrzyca Kłodzka.

## Geographie
Idzików liegt im Süden des Glatzer Kessels an der Droga wojewódzka 392, die von Bystrzyca Kłodzka nach Stronie Śląskie (Seitenberg) führt. Nachbarorte sind Nowy Waliszów (Neuwaltersdorf) im Norden, Kamienna (Steingrund) und Marcinków (Martinsberg) im Nordosten, Marianówka (Mariendorf) im Südosten, Wilkanów (Wölfelsgrund) im Südwesten, Pławnica (Plomnitz) im Westen und Stary Waliszów (Altwaltersdorf) im Nordwesten.

## Geschichte
Kieslingswalde wurde erstmals 1340 als „Kyselingswald“ urkundlich erwähnt. Es gehörte zum Habelschwerdter Distrikt im Glatzer Land, mit dem es die Geschichte seiner politischen und kirchlichen Zugehörigkeit teilte. Bereits 1384 war es Pfarrort für die umliegenden Dörfer; für dieses Jahr ist Kieslingswalde im Verzeichnis der Pfarrkirchen im Glatzer Dekanat aufgeführt. Es bestand in älterer Zeit aus den drei Rittersitzen Nieder-, Mittel- und Oberhof sowie einem Freirichter- und einem Freibauerngut, die zumeist verschiedenen Besitzern gehörten. Alle Güter waren zunächst landesherrliche Lehen, die in der ersten Hälfte des 17. Jahrhunderts vom böhmischen Landesherrn ins Erbe gesetzt wurden.
Im Dreißigjährigen Krieg wurde Kieslingswalde 1622 von polnischen Truppen, die auf Seiten der Kaiserlichen kämpften, geplündert und die Kirche ausgeraubt. Dabei wurden in Kieslingswalde 35, in Plomnitz 17 und in Glasegrund zwei Personen getötet. 1629 brachen Diebe in die Kirche ein. Neuerliche Plünderungen erfolgten 1647 durch die Kaiserlichen.
Zwischen 1720 und 1730 gelangten alle Anteile von Kieslingswalde an den General Franz Paul von Wallis auf Plomnitz. Dieser starb um 1737 ohne leibliche Erben, so dass die Grafschafter Güter Plomnitz, Kieslingswalde, Glasegrund, Weißbrod, Altwaltersdorf und Kaiserswalde sowie Friedrichswald im böhmischen Königgrätzer Kreis an seinen Bruder Georg Olivier von Wallis fielen, dem bereits die Herrschaften Kunzendorf, Wallisfurth, Seitenberg u. a. gehörten. Bei seinem Tod 1743 hinterließ Georg Olivier den unmündigen Sohn Stephan Oliver, der Georg Oliviers zweiten Ehe mit Maria Theresia von Kinsky entstammte.
Nach dem Ersten Schlesischen Krieg 1742 und endgültig mit dem Hubertusburger Frieden 1763 fiel Kieslingswalde zusammen mit der Grafschaft Glatz an Preußen.
1783 verkaufte Stephan Olivier von Wallis Kieslingswalde zusammen mit allen seinen in der Grafschaft Glatz ererbten Herrschaften dem Friedrich Wilhelm von Schlabrendorf auf Hassitz und Stolz. Dieser veräußerte Kieslingswalde mit Plomnitz sowie die Herrschaft Seitenberg dem Franz Bernhard von Mutius auf Altwasser und Gellenau. Dieser verkaufte 1792 Kieslingswalde mit Glasegrund dem Ernst von Sack sowie Plomnitz, Weißbrod und Kaiserswalde an dessen Bruder Friedrich von Sack. Um 1792 legte Ernst von Sack auf Kieslingswalder Grund die Kolonie Steingrund an. 1795 verkaufte er den Niederhof dem Johann Carl Pelke und den Ober- und Mittelhof sowie Glasegrund und Steingrund dem königlich preußischen Obristen Gisbert Freiherr von der Hemm auf Neuwaltersdorf und Konradswalde. Dieser erwarb ein Jahr später auch den Niederhof, wodurch alle Kieslingswalder Anteile wieder unter einem Besitzer vereint waren. 1794 verkaufte er Neuwaltersdorf und Konradswalde und residierte nachfolgend auf dem Mittelhof in Kieslingswalde, wo er die Kolonien Neudorf und Marienau gründete. 1804 verzog er nach Grottkau und verkaufte Kieslingswalde mit den zugehörigen Ortschaften Glasegrund, Steingrund, Neudorf und Marienau dem Reichsgrafen Anton Alexander von Magnis auf Eckersdorf.
Für das Jahr 1805 sind in Kieslingswalde nachgewiesen: Eine Pfarrkirche, ein Pfarrhaus, eine Schule, drei herrschaftliche Vorwerke, drei Kretschame, vier Mehl- und zwei Brettmühlen, 30 Bauern, 136 Gärtner-, Häusler- und andere Stellen.
Nach der Neugliederung Preußens gehörte Kieslingswalde ab 1815 zur Provinz Schlesien und war zunächst dem Landkreis Glatz und ab 1818 dem Landkreis Habelschwerdt eingegliedert, mit dem es bis 1945 verbunden blieb. 1874 wurde der Amtsbezirk Kieslingswalde gebildet, zu dem die Landgemeinden Kieslingswalde, Glasegrund, Marienau, Martinsberg, Neudorf, Plomnitz, Steingrund und Weißwasser sowie der Gutsbezirk Kieslingswalde gehörten.
Als Folge des Zweiten Weltkriegs fiel Kieslingswalde 1945 wie fast ganz Schlesien an Polen und wurde zunächst in Żwirów und 1946 in Idzików umbenannt. Die deutsche Bevölkerung wurde 1946 vertrieben. Die neu angesiedelten Bewohner stammten zum Teil aus Ostpolen, das an die Sowjetunion gefallen war. Da in den Nachkriegsjahren zahlreiche Häuser und landwirtschaftliche Gehöfte dem Verfall preisgegeben wurden, ging die Einwohnerzahl deutlich zurück. 1975–1998 gehörte Idzików zur Woiwodschaft Wałbrzych (Waldenburg).

### Der Niederhof
Der Niederhof (auch Niederkieslingswalde) war ein Rittersitz, dessen erster bekannter Besitzer 1578 Dipprand von Gellhorn war, dem auch Wölfelsdorf und Urnitz gehörten. Da er ohne Nachkommen starb, fiel der Niederhof als erledigtes Lehen an den Landesherrn, der ihn 1590 dem Georg Primster von Kammerstein verkaufte, nach dem der Niederhof auch als der Primster bezeichnet wurde. Er war mit Margaretha von Pannwitz aus Albendorf verheiratet und starb 1610. Erbe des Niederhofs wurde sein gleichnamiger Sohn Georg, der mit Magdalena von Mosch aus Arnsdorf verheiratet war. 1614 wurde er auf dem Altwaltersdorfer Mittelhof bei seinem Schwager Georg von Pannwitz durch Friedrich von Zischwitz aus Scheidewinkel erstochen. Erbin wurde seine unmündige Tochter, die sich 1639 mit Hans Friedrich von Deichsel vermählte. Er verkaufte sein Wernersdorfer Gut und erwarb den Kieslingswalder Niederhof. Nach seinem Tod 1659 folgte ihm sein Sohn Georg Siegmund von Deichsel. Dieser war Mannrechtsbeisitzer und erwarb einen Anteil von Altwaltersdorf sowie um 1691 auch den Kieslingswalder Mittelhof mitsamt dem Freirichtergut. Da er 1701 ohne Nachkommen starb, wurde seine verwitwete Schwester Elisabeth von Sandersleben Erbin seiner Besitzungen. Sie verkaufte 1706 den Mittelhof mit dem Freirichtergut sowie den Anteil von Altwaltersdorf ihrem Sohn Johann Heinrich. Den Niederhof verkaufte sie ihrem zweitgeborenen Sohn Johann Siegmund, der um 1724 den Niederhof dem Reichsgrafen Franz Paul von Wallis auf Plomnitz verkaufte, der nachfolgend auch alle anderen Anteile von Kieslingswalde erwarb.

### Der Mittelhof
Der Mittelhof (auch Mittelkieslingswalde) war ebenfalls ein Rittersitz und gehörte um 1400 der Familie von Poditau. 1465 gehörte er dem Heinze Schaffgotsch auf Hertwigswalde, von dem er vermutlich an dessen gleichnamigen Sohn kam, der auf Heinzendorf residierte und dem auch Anteile von Ober- und Niederhannsdorf, Altwaltersdorf und Rengersdorf gehörten. Dessen Tochter heiratete um 1520 den Christoph Rederer (Röderer), der den Mittelhof 1530 dem Hans von Reichenbach veräußerte. Dessen Sohn Balthasar erwarb 1578 das Freirichtergut hinzu. Nach seinem Tod um 1600 folgte ihm sein Sohn Georg Hieronymus von Reichenbach, der 1603 das Freirichtergut dem Georg Ölsner verkaufte. Da Georg Hieronymus von Reichenbach am böhmischen Ständeaufstand beteiligt war, wurden seine Güter nach der Schlacht am Weißen Berg und der Rückeroberung der Grafschaft Glatz durch die Kaiserlichen 1625 vom böhmischen Landesherrn Ferdinand II. konfisziert. 1627 besaß den Mittelhof Dipprand von Seidlitz, 1652 Johann George von Seidlitz. Für 1661 ist Johann Friedrich Krumkrieger von Ziersberg als Besitzer des Mittelhofs verzeichnet, dem auch Oberullersdorf gehörte. Um 1664 verkaufte er den Mittelhof dem Oberregenten der Kammergüter der Grafschaft Glatz, Edmund von Götten, dem auch das Freirichtergut gehörte. Über dessen Witwe bzw. deren Erben gelangten der Mittelhof und das Freirichtergut 1690 an Georg Siegmund von Deichsel. Dieser starb 1701 ohne Nachkommen, seine Güter erbte seine verwitwete Schwester Anna Elisabeth von Sandersleben. Ihr Sohn Johann Heinrich von Sandersleben verkaufte den Mittelhof mitsamt dem Freirichtergut um 1720 dem Reichsgrafen Franz Paul von Wallis auf Plomnitz, dem bereits der Niederhof gehörte.

### Der Oberhof
Der Oberhof (auch: Oberkieslingswalde) lag am obersten Ende des Dorfes und gehörte um die Mitte des 14. Jahrhunderts dem Bernhard von Poditau, bei dessen Nachkommen er bis Ende des 15. Jahrhunderts verblieb. Nachdem Hans von Poditau ohne Nachkommen gestorben war, fiel der Oberhof als erledigtes Lehen an Herzog Heinrich d. Ä. in seiner Eigenschaft als Graf von Glatz, der ihn wiederum als Lehen der Witwe seines Stallmeisters, Margareta geborene von Pock vergab. Sie verkaufte den Oberhof 1517 ihrem Bruder Albrecht von Pock. 1540 gelangte der Oberhof an Fabian von Reichenbach, der ihn zwei Jahre später dem Niklas von Burghaus veräußerte. 1560 gehörte der Oberhof dem Wolfgang von Geisler, dem 1565 sein Sohn Karl von Geisler folgte. Nach dessen Tod 1591 fiel der Oberhof als erledigtes Lehen an den Landesherrn Rudolph II., der ihn 1603 dem Georg von Ullersdorf verkaufte. Er war 1607 Mannrechtsbeisitzer zu Glatz und wurde 1609 bei einem Taufessen in Melling von Bernhard von Haugwitz auf Eisersdorf, dem Bruder seines Schwiegersohnes, bei einem Duell erstochen. Sein Sohn Hans von Ullersdorf verkaufte 1622 den Oberhof und den Mittelhof seinem Vetter Hans von Ullersdorf, der mit Susana von Pannwitz auf Albendorf verheiratet war. Wegen seiner Beteiligung am Böhmischen Ständeaufstand von 1618 verlor auch er 1625 die Hälfte seiner Besitzungen. Nach seinem Tod erwarb 1642 Kaspar von Schenkendorf den Oberhof, dem 1643 sein Sohn Wolfgang Heinrich folgte. 1653 erwarb den Oberhof Wolfgang Bernhard von Güsner, von dem er 1709 an seinen Sohn Georg Sigmund von Güsner überging. Dieser verkaufte im Juni 1723 den Oberhof dem Reichsgrafen Franz Paul von Wallis auf Plomnitz, dem bereits – bis auf das Freibauerngut – alle anderen Anteile von Kieslingswalde gehörten.

### Das Freirichtergut
Erster namentlich bekannter Freirichter war ein Glaser Reichel, der 1412 ein Hüttengut verkaufte und dessen Nachkomme Hanus Reichel 1465 erwähnt wird. Nach zahlreichen Besitzerwechseln gelangte das Freirichtergut 1664 an den Oberregenten der Kammergüter in der Grafschaft Glatz, Edmund von Götten. Nachdem dieser auch den Mittelhof erworben hatte, verband er das Freirichtergut mit diesem.

### Das Freibauerngut
Das Freibauerngut war ursprünglich vermutlich ein Lehen, das von Adeligen erworben und nachfolgend von Roboten befreit und ins Erbe gesetzt wurde. Um 1600 eignete es Jakob Kisling, dessen Erben es 1604 dem Georg von Ullersdorf verkauften, dem bereits der Oberhof gehörte. 1631 gelangte es an Kaspar von Schenkendorf, der auch den Oberhof erwarb. Das Freibauerngut verkaufte er um 1650 dem Georg Milde. Für 1682 ist Georg Ölsner als Besitzer des Freibauernguts verzeichnet, dem zwei Jahre später dessen Sohn Heinrich folgte. 1730 war es im Besitz des Johann Georg von Ölsner, der es im selben Jahr dem Reichsgrafen General Franz Paul von Wallis verkaufte, der bereits alle anderen Anteile von Kieslingswalde besaß und das Freirichtergut mit seinem Dominium vereinte.

### Kirchliche Verhältnisse
Zusammen mit dem Glatzer Land gehörte Kieslingswalde von Anfang an zum Erzbistum Prag. Die bereits 1384 erwähnte Kieslingswalder Kirche bestand aus Holz und wurde 1480 aus Stein neu errichtet. Zum Pfarrgut gehörten drei Bauern aus Plomnitz sowie ein Gärtner aus Kieslingswalde, die zins- und robotpflichtig waren. Während der Zeit der Reformation wandte sich die Bevölkerung den Schwenckfeldern und den Täufern zu, nach deren Verbot 1548 dem Luthertum. Die Kirche von Kieslingswalde diente mehrere Jahrzehnte als evangelisches Gotteshaus. An ihr wirkte von 1580 bis 1593 der lutherische Prediger Caspar Elogius. Nachdem die Kaiserlichen 1622 die Grafschaft Glatz zurückeroberten, setzten gegenreformatorische Maßnahmen ein, als deren Folge die Bevölkerung rekatholisiert wurde. 1623 wurden die lutherischen Prediger vertrieben. Vermutlich wegen Mangel an katholischen Priestern war Kieslingswalde von 1623 bis 1665 Filialkirche von Wölfelsdorf. Die während der Zeit der religiösen Wirren von den Lehnsherren konfiszierten zins- und robotpflichtigen drei Bauern aus Plomnitz und der Gärtner aus Kieslingswalde wurden der Kirche nicht wieder zurückgegeben. Das bis dahin von den Grundherren ausgeübte Patronatsrecht über die Kirche von Kieslingswalde fiel 1625 wieder an den böhmischen Landesherrn. Später wurde das Patronatsrecht vom Kaiser Ferdinand III. geteilt. Die eine Hälfte wurde den Besitzern des Ober- und des Niederhofs verliehen, die zweite verkaufte die kaiserliche Versteigerungskommission 1684 für 100 Floren dem Hyazinth Ebner von Kriglachstein auf Plomnitz. Nach der Vereinigung der Anteile unter einem Besitzer stand das Patronatsrecht dem Besitzer des Dorfes Kieslingswalde allein zu.
Nach der Wiedererrichtung der Pfarrei Kieslingswalde 1665 amtierte hier als katholischer Pfarrer Georg Maximilian von Podhorský. Er stammte aus Landskron in Böhmen und wurde im Juli 1666 als Pfarrer nach Schönfeld versetzt. Später stieg er zum Apostolischen Protonotar und Domherrn von Leitmeritz auf und erhielt 1677 das Vikariat- und Dekanatsamt der Grafschaft Glatz.
Anfang des 18. Jahrhunderts gehörten folgende Dorfschaften zur Pfarrei Kieslingswalde: Plomnitz, Glasegrund, Steingrud, Neudorf, Marienau und Neuplomnitz.

## Sehenswürdigkeiten

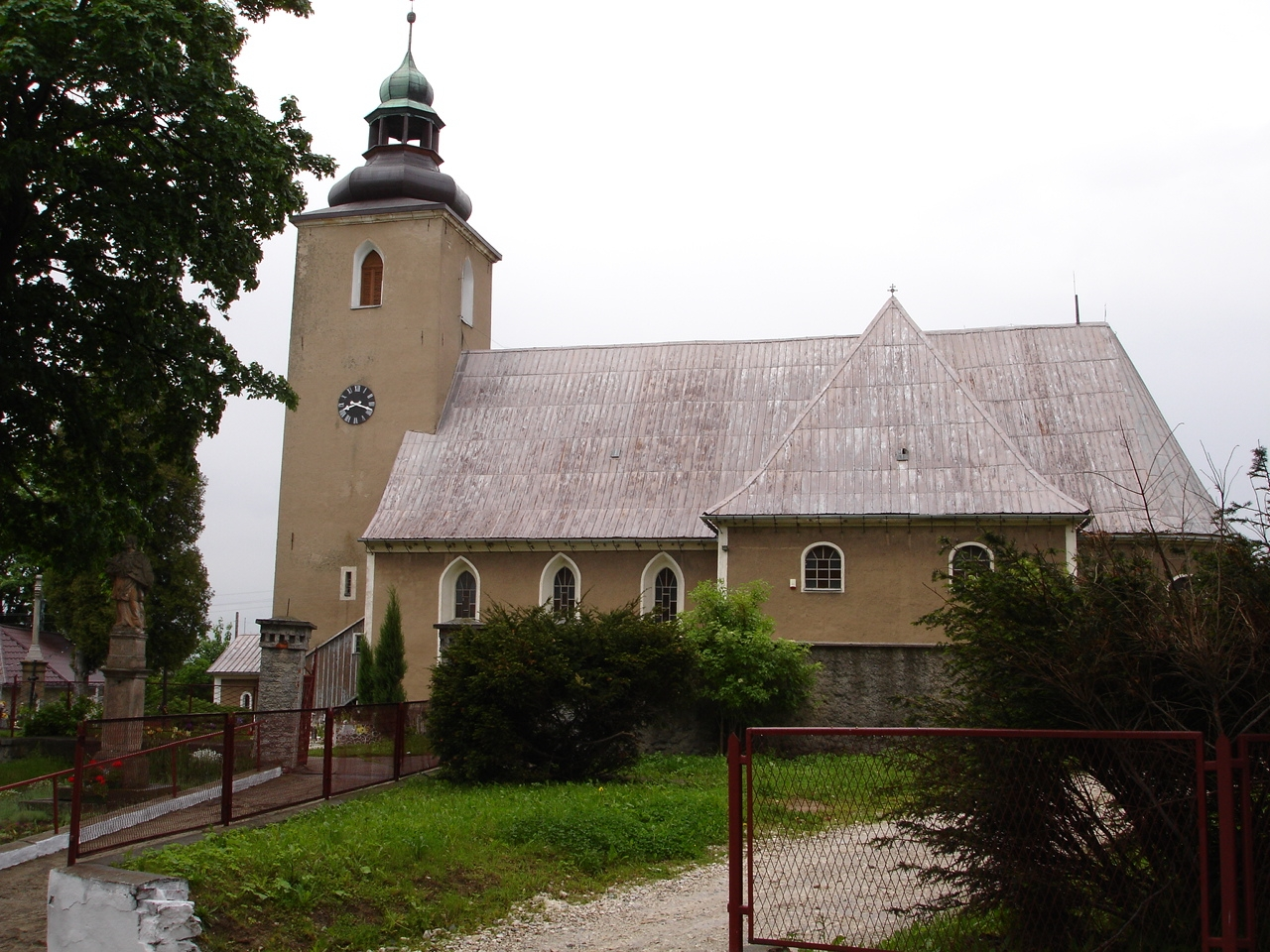
Pfarrkirche Mariä Himmelfahrt

- Die Pfarrkirche Mariä Himmelfahrt (Kościół Wniebowzięcia NMP) wurde erstmals 1340 erwähnt. Der spätgotische Steinbau wurde zwischen 1450 und 1480 errichtet und im 16. Jahrhundert sowie 1630 umgebaut. 1794 wurde die Kirche vergrößert und barock umgestaltet. Sie besitzt eine reiche Innenausstattung: Die Pietà ist von 1515, der Renaissance-Taufstein mit Wappenkartuschen von 1588 und die frühbarocke Kanzel von 1679. Der Hochaltar mit der Madonna im Strahlenkranz sowie den Skulpturen der hll. Barbara, Katharina, Johannes Nepomuk, Antonius und über den Pforten Florian und Georg aus der zweiten Hälfte des 18. Jahrhunderts werden Michael Klahr d. J. zugeschrieben. Das Deckengemälde der „Krönung Mariä“ schuf der Frankensteiner Maler Josef Krachwitz. Der Kirchturm ist von 1674.
- Die Sandsteinfigur des böhmischen Landesheiligen Johannes Nepomuk vor der Kirche entstand 1740–1747.
- Von den ehemaligen Gutshäusern sind noch teilweise erhalten:
  - Der Mittelhof lag etwa in der Mitte des Straßendorfes und wurde erstmals 1477 erwähnt. Er diente seit 1804 als Sitz der Güterverwaltung der Familie von Magnis.
  - Im östlichen Dorfteil befindet sich die Ruine des Oberhofes aus dem 16. Jahrhundert.
  - Der Niederhof wurde 1569 erbaut, 1705 umgebaut und im 19. Jahrhundert grundlegend umgestaltet.
- Am Berghang nördlich des Oberdorfes befinden sich fünf große Felsen, die als Hirtensteine (polnisch Pasterskie Skały) bezeichnet werden. Es sind Reste einer Konglomeratbank, die beim Absinken der Kreideschichten entstanden sind. Der Sage nach sollen hier vier Hirtenjungen und ein Bauer wegen Gotteslästerung in Felsen verwandelt worden sein.

## Persönlichkeiten
- Caspar Elogius (1530–1593), lutherischer Theologe